# 1137

## Esdeveniments
Països Catalans
- 11 d'octubre - Barbastre (l'Aragó): neix la Corona d'Aragó: Ramon Berenguer IV, comte de Barcelona, hi signa amb Ramir II, rei d'Aragó, el compromís matrimonial amb sa filla Peronella.
- 24 d'octubre - Osca (l'Aragó): els veïns de la ciutat juren fidelitat a Ramon Berenguer IV.
- 13 de novembre - l'Aragó: excepte el títol de rei, Ramir II cedeix tots els seus drets i prerrogatives a Ramon Berenguer IV, el qual passarà a ostentar el títol de príncep dominador d'Aragó.

Món

## Naixements
Països Catalans
Món
- Saladí, líder àrab

## Necrològiques
Països Catalans
Món
- ̇1 d'agost - castell de Béthisy, prop d'Amiens: Lluís VI de França, el Gras, rei de França (n. 1081).[1]

- 4 de desembre - Breitenwang, Tirolː Lotari II, duc de Saxònia, rei dels Romans i emperador del Sacre Imperi Romanogermànic (n. 1075).[2]